# 東京二十三区女
『東京二十三区女』（とうきょうにじゅうさんくおんな）は、長江俊和による日本の小説。
2016年9月に幻冬舎より刊行された書き下ろしホラーミステリー。2018年に文庫化され、2019年には続編の『東京二十三区女　あの女は誰？』が幻冬舎文庫より刊行された。2019年4月にはWOWOWにて全6話でドラマ化もされた。

## ストーリー
フリーライターの原田璃々子は、民俗学の講師だった先輩・島野仁と東京二十三区を巡り取材をしている。板橋区を訪れた二人は、自殺の名所、高島平団地に向かった。だが―「私が探している場所は、ここではありません」。彼女は“何を"探しているのか。板橋の縁切神社、渋谷の暗渠、港区の外苑西通りを走るタクシー、江東区の埋め立て地「夢の島」、品川区の大森貝塚。誰もが知っている"あの場所"の誰も知らない過去を知るとき、璃々子は、「本当の秘密」を知ることになる。

## 登場人物
原田璃々子（はらだ りりこ）
23歳。雑誌の企画で、東京二十三区の恐怖スポットを調査している。だが、取材とは表向きで、本当は別の理由が あるようだ。彼女は、幼いころから霊感があり、その能力を疎ましく思っている。現在、自分に巻き起こっている〝ある問題〟を一刻も早く解決し、フツーの女の子の生活を送りたいと願っている。
島野仁（しまの ひとし）
28歳。通称「先輩」。東京都内の歴史や伝承にやたら詳しく、グーグルやヤフーよりも役に立つ。長身でイケメンなのだが、女性にモテたという噂は皆無である。手伝ってやると、璃々子の取材先についてくるが、 霊現象を信じている彼女を馬鹿にしている。

### 板橋区の女
薫（かおる）
佐竹英司の妻。不幸な生い立ちを持つ女性。1年前に英司と結婚。幸せな結婚生活を送っていたが、英司は次第に薫に対する態度がよそよそしくなってくる。そんな英司を浮気と疑い尾行を始めると、英司は「縁切榎」に通っていることがわかる。英司が縁切榎を去ったあと英字の書いた絵馬を見つけ驚愕する。
佐竹英司（さたけ えいじ）
薫の夫。都内で病院を営む開業医。1年前に薫と結婚し、幸せな結婚生活を送っていたが、次第に薫に対してよそよそしい態度をとるようになる。薫に見つからないようにこっそりと「縁切榎」に通い願掛けをしている。

### 渋谷区の女
工藤肇（くどう はじめ）
5歳の時に父を亡くし、それ以降は母と二人暮らし。10歳の時に母が再婚するも1年後母が義父殺害で逮捕される。その後母は失踪。肇が社会人になり母を捜索しようと考えていた矢先に一通のメールが届く。そのメールを頼りに母の行方を求め渋谷川の暗渠に足を踏み入れることになる。
工藤カスミ（くどう カスミ）
肇が十歳の時に再婚した男性を撲殺し逮捕される。その後5年の刑期を終え出所したが失踪し行方不明になる。
日向（ひゅうが）
精神科の医師。15年前に工藤カスミの精神鑑定の担当をしていた。肇にメールを送った張本人。工藤カスミの居場所を知っていると言っている。

### 港区の女
乾航平（いぬい こうへい）
IT関連の企業を経営。ゲームソフトが当たり、お台場にオフィスを構え、六本木ヒルズに住んでいる。タクシーに乗り自宅を目指すがなかなかたどり着けず、蘊蓄好きなタクシー運転手とともに夜の港区を徘徊することになる。
乾希恵（いぬい きえ）
航平の妻。航平を信じて支えてきた。
乾蒼汰（いぬい そうた）
航平と希恵の息子。
タクシー運転手
航平が乗ったタクシーの運転手。蘊蓄好き。航平を乗せてお台場から六本木ヒルズに向かうがたびたび道を間違えてしまう。本人曰く霊感が強いとのこと。

### 江東区の女
伸子（のぶこ）
史郎と志津子が経営する料亭の仲居。料亭の女将志津子の夫・史郎と不倫関係にあり、一児をもうける。そのことが志津子にバレたが、史郎が志津子を絞殺した。その遺体を遺棄するために「夢の島」のごみ廃棄場に史郎とともに向かう。
史郎（しろう）
志津子の夫。料亭を経営。伸子の不倫相手。気性の激しい妻・志津子と別れ、伸子と家庭を持ちたいと考えている。そのためには料亭を手放してもいいと言っている。志津子に不倫がバレ、志津子を殺害する。伸子とともに「夢の島」のごみ廃棄場に自分のブルーバードで向かう。
志津子（しづこ）
史郎の妻。料亭の女将。気性の激しい性格で気に入らないことがあると、すぐに手を挙げた。彼女から暴力を受けた料亭の従業員は片手では足りない。史郎と伸子の不倫を知り、赤ん坊と伸子を殺害しようとするが、史郎に絞殺されてしまう。
花苗（かなえ）
伸子と史郎の間に出来た娘。由菜の母。小さなクリーニング店で働いている。
由菜（ゆな）
高校生。璃々子が関わっている雑誌の企画に、「女性が映り込んだ心霊写真」を投稿する。自分の家族が呪われていると璃々子に告白し、写真に写り込んだ場所や女性がなんなのかを相談することになる。

### 品川区の女
木内修平（きうち しゅうへい）
品川区交番勤務の警察官。捜査課に配属されて、刑事として事件捜査に携わることが目標。奇妙な視線を感じている。管轄内で起こる事件現場でたびたび璃々子を見かけ、事件との関わりを疑うことになる。
原田璃々子（はらだ りりこ）
雑誌の企画で、東京二十三区の恐怖スポットを調査している。品川区にある史跡や伝承などを調べている。
藤川奈緒（ふじかわ なお）
品川区にあるIT会社で勤務している。職場の上司の佐々木圭史に自宅まで車で送ってもらう途中に暴漢に襲われる。だが、のちに佐々木圭史の供述により襲ったのは藤川奈緒とわかり逮捕される。
佐々木圭史（ささき けいし）
藤川奈緒の職場の上司。藤川奈緒を送る途中に暴漢に襲われナイフで刺されるも一命は取りとめた。
徳山欣二（とくやま きんじ）
ホームレス男性。佐々木・藤川を襲った容疑で逮捕されるが、誤認逮捕となり釈放される。

## 書籍情報
単行本：幻冬舎、2016年9月8日発行、ISBN 978-4-344-02993-4
文庫：幻冬舎文庫、2018年10月10日発行、ISBN 978-4-344-42794-5

## 続編

### 『東京二十三区女　あの女は誰？』
幻冬舎文庫、2019年5月1日発行、ISBN 978-4-344-42864-5

## ドラマ
ドラマ『東京二十三区女』は、著者の長江俊和が原作・脚本・監督をし、WOWOWによりドラマ化。東京23区の”禁断の伝説事件”を描いた作品で、一話一区のストーリーを描く、一話完結のホラーミステリードラマ。長江俊和は続編出版前に原作にはなかった豊島区篇をこのドラマのために書き下ろした。
2019年4月12日より毎週金曜日深夜0時から放送された。2019年11月20日にDVDが発売された。

### キャスト
原田璃々子
演 - 島崎遥香
フリーライター。
島野仁
演 - 岡山天音
大学の元民俗学講師。

#### 第1話 渋谷区の女
工藤涼子
演 - 倉科カナ（少女時代：岩崎未来）
結婚間近のOL。
日向医師
演 - 佐野史郎
精神鑑定医。カスミの精神鑑定を担当した。
工藤カスミ
演 - 月船さらら
涼子の母。事件を起こし出所した後、行方不明になっている。
カスミの夫
演 - 阪田マサノブ
カスミの再婚相手。資産家。
亘
演 - 飯田祐貴
涼子の婚約者。

#### 第2話 江東区の女
伸子
演 - 安達祐実
史郎の料亭の仲居。史郎の愛人。
益子志津子
演 - 鈴木砂羽
史郎の妻。
益子史郎
演 - 長谷川朝晴
料亭の主人。
益子花苗
演 - クノ真季子
由菜の母。
益子由菜
演 - 上村歩未
女子高生。
- 井上風宇子、中道万葉、白石陽菜実

#### 第3話 豊島区の女
澪〈23〉
演 - 桜庭ななみ
東池袋中央公園に現れた女性。
阿久根一郎
演 - 小日向文世
有名な脚本家。失踪した娘・澪を探している。
高瀬誠
演 - 藤原季節
一郎の教え子。
亜希子
演 - 石川真希
一郎と同居している妹。
良介
演 - しいたけを
亜希子の夫。一郎と同居している。

#### 第4話 港区の女
乾希恵
演 - 壇蜜
ファッションデザイナーで夫とアパレル会社を経営している。
タクシー運転手
演 - 竹中直人
希恵を乗せたタクシーの運転手。
乾航平
演 - 大西信満
希恵の夫。
医師
演 - 水上竜士
璃々子を患者の元へ案内する医師。

#### 第5話 板橋区の女
佐竹薫
演 - 中山美穂（少女時代：米村莉子）
英司の妻。
佐竹英司
演 - 小木茂光
佐竹医院院長。
薫の父
演 - マフィア梶田
薫の母
演 - 浅川悠
福男
演 - 細田梨太
薫の弟。幼い頃、亡くなっている。

#### 最終話 品川区の女
木内修平
演 - 白洲迅
南大井警察署鈴ヶ森交番 巡査長。
藤川奈緒〈24〉
演 - 山崎真実
車の中で刺されていた女性。重傷だが一命はとりとめる。
佐々木圭史〈34〉
演 - 椋田涼
車の中で刺されていた男性。意識不明の重体。奈緒の同僚。
緒方
演 - 川並淳一
木内の同僚警官。
レポーター
演 - 藤木由貴
奈緒と佐々木が刺された通り魔事件を現場から伝えるリポーター。
ニュースキャスター
声 - 田中研

### スタッフ
- 原作・脚本・監督 - 長江俊和
- 音楽 - 天休久志
- 撮影 - 大鋸恵太
- VE - 青田保夫
- 照明 - 清喜博二
- 照明助手 - 平岡将仙、久野叶実
- 音声 - 関根光晶
- 音声助手 - 増島勇良
- 監督補 - 小南敏也
- 助監督 - 大草郁夫、徳弘慎吾、宮坂優生
- 制作担当 - 内山亮、富田政男
- 制作進行 - 大上貴史
- スクリプター - 村松愛香
- 演技事務 - 海上ミサコ
- スチール - キム・ジョンワン
- 編成 - 北澤雄一郎（WOWOW）
- 宣伝 - 加古裕之（WOWOW）
- アクション - 進藤ひろし
- 編集 - 松尾浩
- 選曲 - 谷口広紀
- VFX - 伊東崇典
- 技術プロデュース - 福井悠貴
- 美術 - 吉村昌吾
- 美術助手 - 栁澤千佳
- 持道具 - 栁澤玲
- 衣裳 - 石井玲子
- 衣裳助手 - 菊地花佳
- ヘアメイク - 高橋亮
- ヘアメイク助手 - 原田真以子
- 特殊メイク - 百武朋
- アシスタントプロデューサー - 伊藤千津江（WOWOW）
- 協力プロデューサー - 島崎敏樹、小林良二
- 制作プロデューサー - 櫻井陽一
- プロデューサー - 古谷忠之、壁谷悌之
- プロデュース - 羽鳥健一（WOWOW）
- 制作協力 - NEBULA
- 製作・著作 - WOWOW
- 協力：NEBULA、AIR、バスク、ラ・ルーチェ、ジースタッフ、ゼロウェイブ、ジョイアート、デキシー、百武スタジオ、渋谷プロダクション、泉放送制作、クリムゾンピクチャーズ